# Departamento de Valcheta
Departamento de Valcheta är en kommun i Argentina.   Den ligger i provinsen Río Negro, i den södra delen av landet, 1 000 km sydväst om huvudstaden Buenos Aires.
Omgivningarna runt Departamento de Valcheta är i huvudsak ett öppet busklandskap. Trakten runt Departamento de Valcheta är nära nog obefolkad, med mindre än två invånare per kvadratkilometer.